# Landevieille
Landevieille – miejscowość i gmina we Francji, w regionie Kraj Loary, w departamencie Wandea.
Według danych na rok 1990 gminę zamieszkiwało 646 osób, a gęstość zaludnienia wynosiła 48 osób/km² (wśród 1504 gmin Kraju Loary Landevieille plasuje się na 756. miejscu pod względem liczby ludności, natomiast pod względem powierzchni na miejscu 850.).